# Teatrino di corte (Caserta)
Il teatrino di corte è un teatro di Caserta, ubicato all'interno della reggia.

## Storia
Il teatrino di corte venne progettato da Luigi Vanvitelli come un edificio a sé stante: tuttavia, per volere di Carlo di Borbone, questo venne inglobato all'interno del palazzo per l'uso esclusivo della corte. I lavori di costruzione durarono circa dieci anni e fu inaugurato nel 1769 da Ferdinando IV e Maria Carolina: fu l'unica parte della reggia a essere interamente conclusa, anche nelle decorazioni, da Luigi Vanvitelli. Nel 1827 venne così descritto da Domenico Bartolini: 
(Domenico Bartolini)

## Descrizione
Il teatro è situato a piano terra, al centro del lato occidentale del palazzo: si accede tramite un ingresso centrale, originariamente destinata alla corte, e due laterali, per gli ospiti. Internamente ha una forma a ferro di cavallo con cinque ordini di palchetti adornati da festoni e putti, opera di Gaetano Magri: al centro è posto il palco reale con un baldacchino sovrastato da una corona; lo spazio tra i vari palchetti è scandito verticalmente da colonne in alabastro e pilastri in breccia rossa e capitelli dorati.
La volta è affrescata con un'opera di Crescenzo Gamba, Apollo che calpesta il pitone. Il palcoscenico, oltre ad essere affiancato dalle statue di Orfeo e Anfione, presenta lo sfondo mobile, in modo tale da aprirsi direttamente sul parco, creando una scenografia naturale.